# گوران یوریچ
گوران یوریچ (کرواتی: Goran Jurić؛ زادهٔ ۵ فوریهٔ ۱۹۶۳) بازیکن فوتبال اهل کرواسی است.
از باشگاه‌هایی که در آن بازی کرده‌است می‌توان به دینامو زاگرب، باشگاه فوتبال ستاره سرخ بلگراد، یوکوهاما مارینوس و سلتاویگو اشاره کرد.
وی همچنین در تیم ملی فوتبال کرواسی بازی کرده‌است.